# کوبولد
کوبولد اصطلاحی برای ارواح خانگی و طبیعت در فرهنگ آلمانی است.

## شخصیت اساطیری

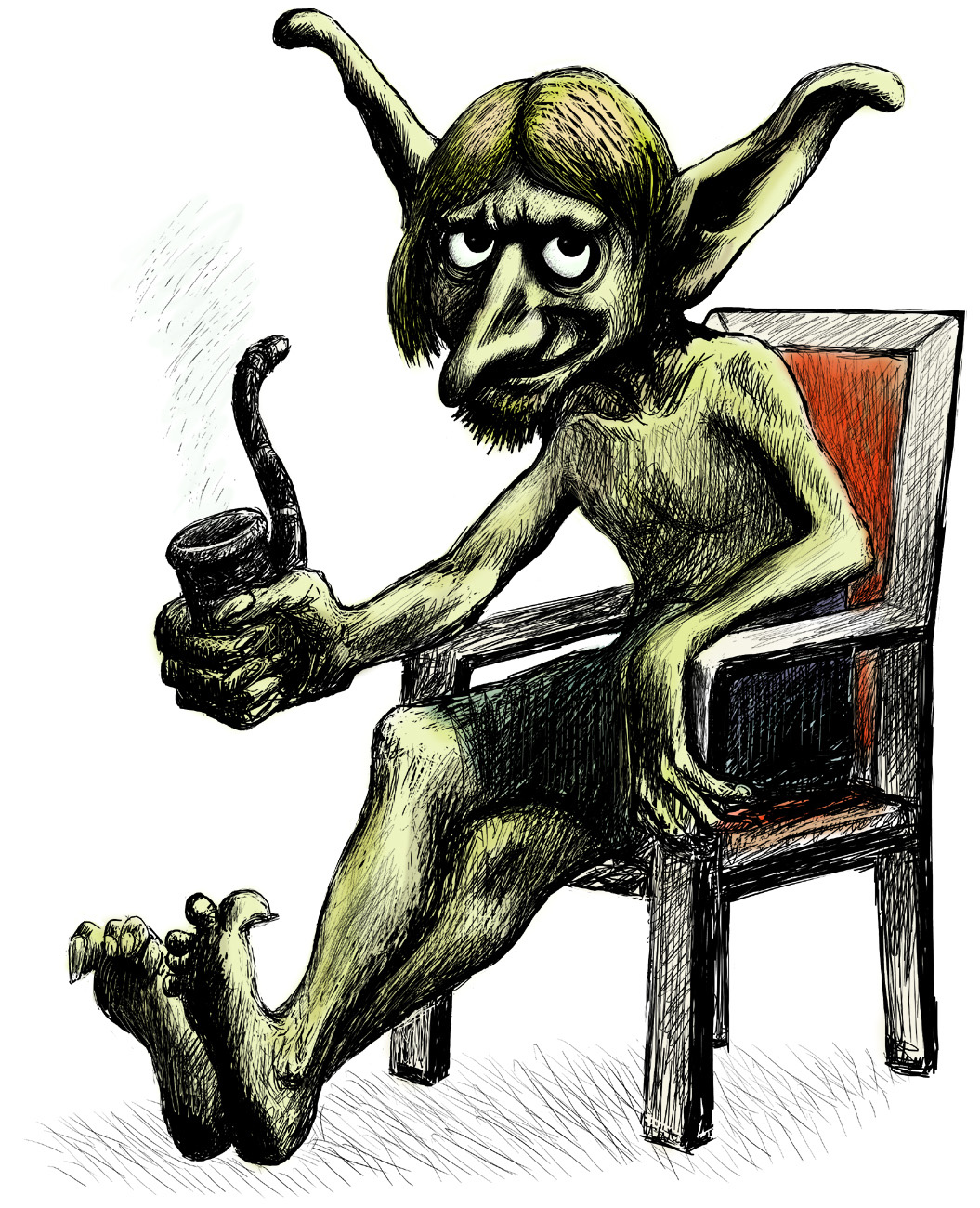
نقاشی از یک کوبولد

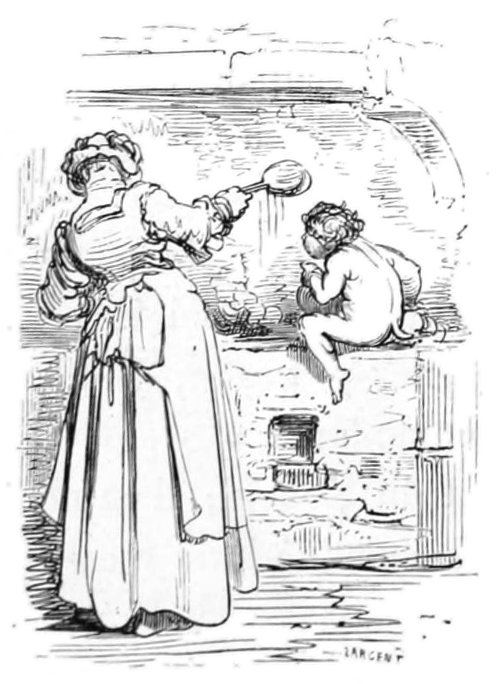
کوبولد به شکل یک نوزاد که در کارهای خانه کمک می‌کند.

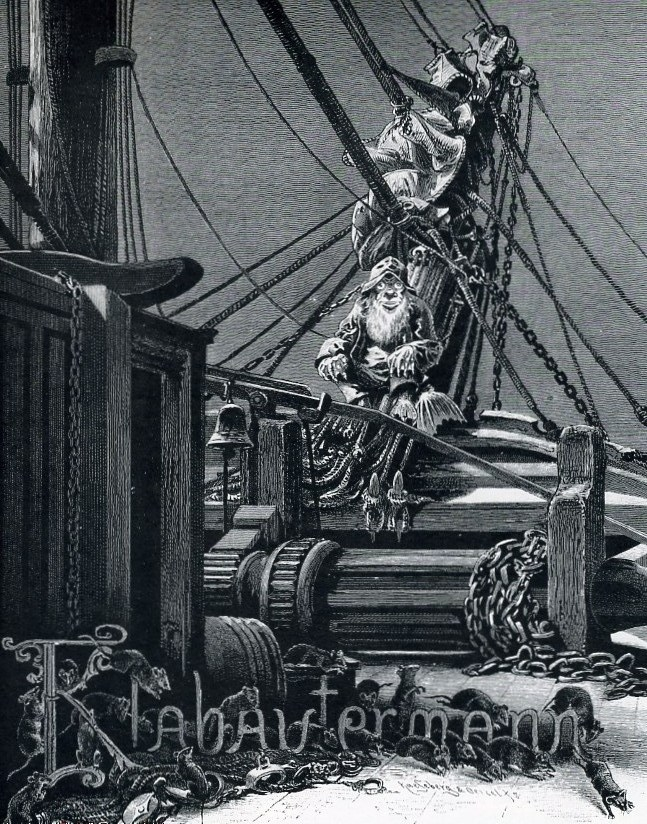
یک کلابوترمن در یک کشتی، از کتاب Zur See، ۱۸۸۵.

کوبولد kóbolt یا kobolt آلمانی بالای میانه احتمالاً یک ترکیب تیره‌شده‌است که قسمت اول آن از نظر ریشه‌شناسی از kobe (= کلبه، اصطبل، ریخته‌گری) گرفته شده‌است، در حالی که قسمت دوم zu hold (= بلند شده، خوب، مانند «Fiend» "یا "خانم هول") یا فرمانروایی (= فرمانروایی، تصاحب). در مورد اخیر، این نام در واقع به معنای "سرایدار، خانه‌دار" است.
کوبولد یک روح خانه است که از خانه محافظت می‌کند، اما دوست دارد بدون آسیب رساندن به ساکنان آن را اذیت کند. به عنوان مثال، می‌تواند ظاهر شود که هنگام خواب روی بینی شما می‌افتد و باعث عطسه می‌شود. برخلاف جذاب‌ها که به عنوان یک فرد مجرد به خانه، مکان یا خانواده خاصی وابسته هستند.
در لغت‌های انگلیسی قدیمی، کوبولد تحت اصطلاح cofgod، جمع cofgodas، «خدایان فضا» ظاهر می‌شود. اصطلاح اتاق شامل تمام قسمت‌های خانه، انباری، اتاق اصلی و … می‌شود؛ بنابراین این ریشه‌شناسی، کوبولد را به Domovoi اسلاوی یا laren رومی نزدیک می‌کند. همچنین شباهت‌های زیادی با روح خانه Cofgod (جمع: Cofgodas; engl. cove gods) مذهب آنگلوساکسون وجود دارد. کوبولد ژرمنیک همتای فرانسوی خود، کوبولد را دارد. لپرکان‌های ایرلندی با ایده اسطوره ای جذاب‌ها ارتباط نزدیک دارند. در رشته کوه ارتس او در طول روز به عنوان یک گربه سیاه منزوی که در خانه زندگی می‌کند ظاهر می‌شود، در حالی که شب‌ها به عنوان موجودی اژدها مانند از دودکش خارج می‌شود تا برای صاحبش پول ببرد. در نتیجه، افراد ذینفع از جذام‌ها اغلب ثروتمند می‌شوند، اما نمی‌توانند قبل از واگذاری لپرکان به شخص دیگری بمیرند.
از نظر اساطیری، کوبولد به «اسطوره‌شناسی پایین‌تر» و بنابراین به آلب‌ها (همچنین الف‌ها، الف‌ها یا آلف‌ها) به عنوان یک طبقه‌بندی فلسفی در مقابل «اسطوره‌شناسی عالی» خدایان تعلق دارند. این آلبوم همچنین شامل Klabautermann به عنوان «کوبولد کشتی» است. در طبقه‌بندی موجودات اساطیری، پری دریایی، کوتوله‌ها، الف‌ها، مردان چوبی کوچک یا ویت‌های روستایی (اسکاندیناوی قدیمی: landvaettir) شبیه کوبولد، ارواح طبیعت الوی هستند. طبق باور عمومی، یک کاسه شیر یا غذای دیگری در طول شب به آنها داده می‌شد که نشان دهنده فداکاری برای روحیه خانواده بود.
در باور عامیانه غربی و اروپایی، به ویژه در ایالات متحده و اروپا، روح خبیث‌ها اغلب به عنوان روح مردگان یا کار کوبولدها در نظر گرفته می‌شوند.
در منابع باور عامیانه گاهی نیز از آمیختگی‌های اسطوره ای بین روح خانه و روح سازنده مزرعه رخ می‌دهد؛ بنابراین مفهوم کوبولد بیشتر به وضوح بین روح طبیعت و روح انسان تفاوتی قائل نمی‌شود.
«Albdruck» مربوط به نام و «کابوس‌های» مشتق شده از آن، عباراتی از دیگر ارواح الوی، کابوس‌هایی با تفکر منفی (ر.ک. کابوس انگلیسی)، الف‌های سیاه یا سیاه (اسکاندیناوی قدیم: svartalf) هستند که نشان دهنده شیاطین بیماری هستند.

## شخصیت ادبی
توصیفات و ایده‌های کوبولد به‌عنوان شخصیت‌های ادبی، از مردان کوچک سبز خوب و سخت‌کوش گرفته تا شرور - همیشه در مورد نیاتشان ساکت هستند - شرورهای موذی و گوش نوک تیز متغیر است. رولد دال، نویسنده بریتانیایی، گرملین‌ها را در سال ۱۹۴۳ منتشر کرد. داستان کوبولدهای کوچکی که - به خصوص در زمینه مکانیک و اینجا به خصوص هوانوردی - باعث ایجاد مزخرفات زیادی می‌شوند. شما اغلب می‌توانید کوبولدها را از قهوه ای‌ها تشخیص دهید، زیرا کوبولد همیشه در خلق و خوی خوب و مفید نسبت به مردم نیستند. در ادبیات هم کوبولد مردم را آزار می‌دهند و کارشان را خراب می‌کنند. برخی از کوبولد، مانند Pumuckl الیس کاوت، آن را به عنوان یک توهین جدی می‌دانند که براونی نامیده می‌شوند. در کتاب Die Kobolde اثر کارل‌هاینز ویتزکو، کوبولد با افراد عوضی مرتبط هستند.
در بسیاری از جهان‌های فانتزی، کوبولد به یک شکل ظاهر می‌شوند، عمدتاً به‌عنوان شوخی‌های کوچک یواشکی. در رمان‌های هری پاتر، کوبولد موجودات جادویی باهوش کوچکی هستند. آنها در بانک گرینگوتز در کوچه دیاگون لندن تجارت می‌کنند. الف‌های خانگی ساکن مدرسه شبانه‌روزی هاگوارتز بسیار نزدیک به تعریف کوبولد واقعی هستند، اما با کوبولد مرتبط نیستند.
در رمان‌های دنیای دیسک تری پراچت، کوبولدها در دستگاه‌های فنی استفاده می‌شوند، به‌عنوان مثال در «Disorganizer" Commander Vimes یا در دوربین‌ها، جایی که آنها به سرعت تصاویری را که از طریق اپتیک می‌بینند روی بوم نقاشی می‌کنند (مثلاً. ب. در فیل پنجم در کنترل ترافیک).
در فانتزی امروزی به کوبولد «لوتین» نیز می‌گویند (le lutin = فرانسوی به معنای گوبلین). نسخه‌هایی وجود دارد که در آنها لوتین به عنوان تغییر شکل دهنده‌های کوچک با قسمت‌های حیوانی (سر، دم)، به عنوان مثال روباه نشان داده می‌شود.

## چیزهای بی‌اهمیت

### فیلم سینما
کوبولدها در فیلم سینمایی افسانه ساخته ریدلی اسکات ساخته ۱۹۸۵ ظاهر می‌شوند.
در مجموعه تلویزیونی نیل گیمن و کتاب خدایان آمریکایی، نویسنده از فرهنگ‌های باور عامیانه فرهنگ‌های مختلف استفاده می‌کند و از یک کوبولد نام می‌برد.
در فیلم فانتزی (ساخته ۱۹۸۴) بر اساس " داستان بی پایان " مایکل انده، آتریو توسط کوبولد انگیووک و همسرش اورگل به سلامتی بازمی‌گردد.

### بازی‌های ویدیویی

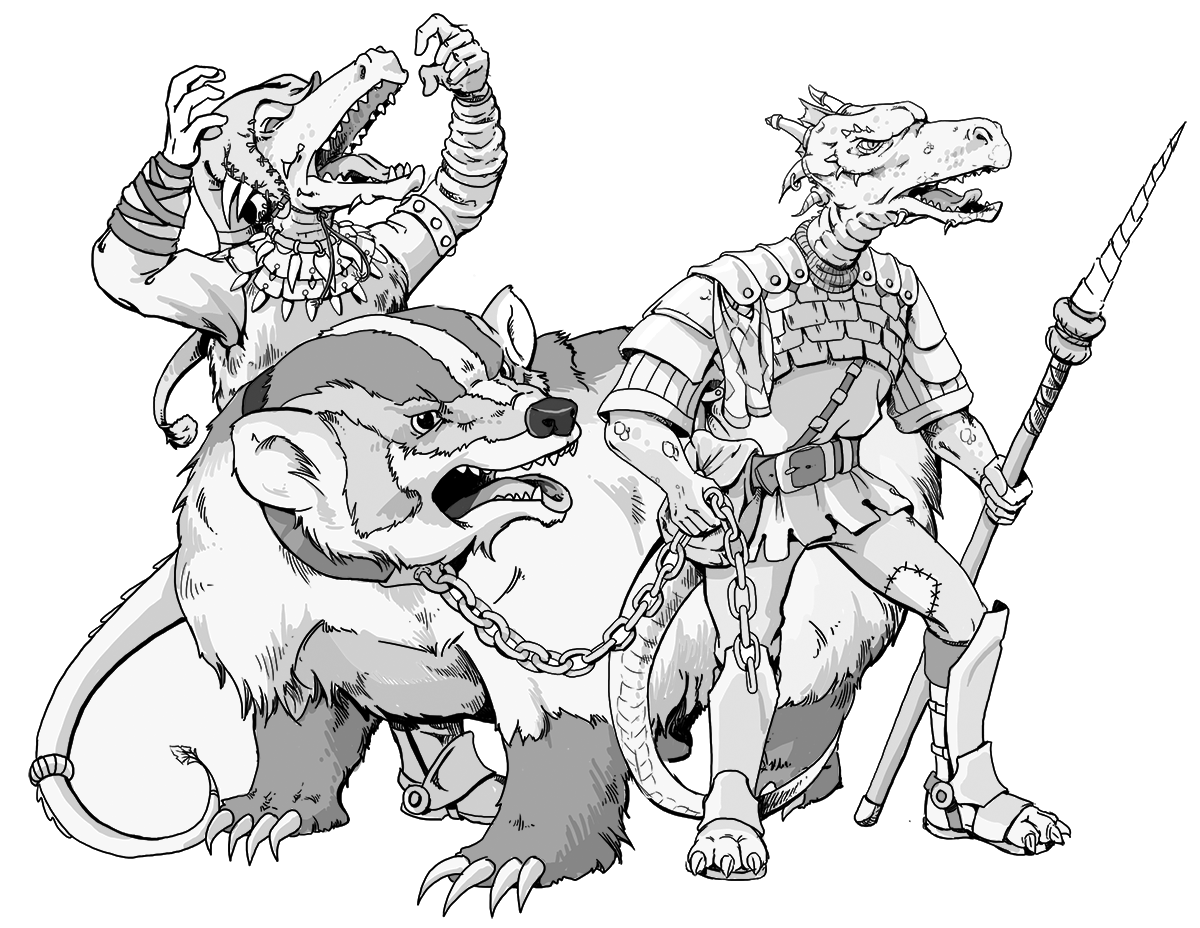
دو کوبولد در بازی نقش آفرینی Dungeons and Dragons.

کوبولدها همچنین در بازی نقش آفرینی معروف سیاه‌چال‌ها و اژدهایان ظاهر می‌شوند. اما در اینجا، آنها بیشتر شبیه خزندگانی هستند که در غارها و معادن زیرزمینی زندگی می‌کنند و به عنوان برده‌ها، تله گیران و اژدها پرستان بد اما ترسو شناخته می‌شوند.
در Dark Age of Camelot، کوبولدها یک نژاد از موجوداتی هستند که قابل بازی از پادشاهی Midgard هستند.
در بازی‌های بلیزارد مانند وارکرفت ۳: پادشاهی آشوب، دنیای وارکرفت یا قلب‌سنگی: قهرمانان وارکرفت، کوبولدها حیوانات موذی هستند که در مین‌ها حفاری می‌کنند و هجوم می‌آورند.
در دنیای فانتزی Roguelikes (مانند Rogue, Angband , Brogue , Dungeon Crawl Stone Soup، و غیره)، کوبولد معمولاً موجودات ضعیفی هستند که در مراحل اولیه یافت می‌شوند.
در قلعه کوتوله، کوبولدها یکی از پنج نژاد متمدن بازی هستند. آنها موجودات نسبتاً ضعیفی هستند که در غارها زندگی می‌کنند و گاهی اوقات می‌آیند تا اقلام با ارزش را از دژهای کوتوله‌ها بدزدند.
در جهان انتروپیا، کوبولد یک زره است که در حملات از نوع یخی تخصص دارد.
در فاینال فانتزی چهاردهم، کوبولدها یک قبیله بربر هستند که در یک جامعه در معادن نوسیا زندگی می‌کنند. آنها ظاهری بین کوبولد و موش دارند، با صورت‌هایشان که توسط کلاه ایمنی پنهان شده و فقط نور چشمان قرمزشان از آن می‌تابد. آنها به آهنگرهای عالی معروف هستند. آنها در اصل صلح آمیز بودند، هنگامی که معاهده عدم ورود به معادن آنها شکسته شد، به دولت شهرها روی آوردند و اورتیتان خود را برای دفاع از خود فراخواندند.
در نورثگارد، کوبولدها یک جناح خنثی هستند که توسط کامپیوتر کنترل می‌شوند. آنها به صورت موجودات کوچک و خاکستری رنگی که در جنگل زندگی می‌کنند به تصویر کشیده شده‌اند. اگر بازیکن با آنها متحد شود، یک تجارت کاملاً پرسود با پادشاهی کوبولدها می‌تواند انجام شود. در صورت دشمنی، کوبولدها در فواصل نامنظم به منطقه تحت کنترل بازیکن حمله می‌کنند.

## مشتقات مفهومی
نام عنصر شیمیایی کبالت ظاهراً از کوبولد kobold بر گرفته شده‌است.
فهرست ریشه‌شناسی عناصر شیمیایی را نیز ببینید.

## ادبیات
بازنمایی کلی از اساطیر ژرمنی:
ادبیات در مورد جن:

## لینک‌های وب
- درباره کوبولد و کوبولد